# Pseudapis
Pseudapis is een geslacht van vliesvleugelige insecten van de familie Halictidae.

## Soorten
- P. aculeata (Cockerell, 1931)
- P. albidula (Friese, 1930)
- P. albolobata (Cockerell, 1911)
- P. algeriensis (Warncke, 1976)
- P. aliceae (Cockerell, 1935)
- P. aliena (Cameron, 1898)
- P. amoenula (Gerstäcker, 1870)
- P. ampla (Walker, 1871)
- P. anatolica (Warncke, 1976)
- P. anomala W. F. Kirby, 1900
- P. anthidioides (Gerstäcker, 1857)
- P. armata (Olivier, 1812)
- P. bispinosa (Brullé, 1832)
- P. bytinski (Warncke, 1976)
- P. carcharodonta (Baker, 2002)
- P. cinerea (Friese, 1930)
- P. diversipes (Latreille, 1806)
- P. dixica (Warncke, 1976)
- P. duplocincta (Vachal, 1897)
- P. edentata (Morawitz, 1876)
- P. elegantissima (Popov, 1949)
- P. enecta (Cockerell, 1911)
- P. equestris (Gerstäcker, 1872)
- P. fayumensis Baker, 2002
- P. femoralis (Pallas, 1773)
- P. flavicarpa (Vachal, 1903)
- P. flavolobata (Cockerell, 1911)
- P. fugax (Morawitz, 1877)
- P. gabonensis (Pauly, 1990)
- P. glabriventris (Friese, 1930)
- P. illepida (Walker, 1871)
- P. inermis (Morawitz, 1895)
- P. innesi (Gribodo, 1894)
- P. interstitinervis (Strand, 1912)
- P. kenyensis Pauly, 1990
- P. kingi (Cockerell, 1931)
- P. kophenes (Baker, 2002)
- P. lobata (Olivier, 1812)
- P. mandschurica (Hedicke, 1940)
- P. megacantha (Cockerell, 1916)
- P. monstrosa (Costa, 1861)
- P. nilotica (Smith, 1875)
- P. nubica (Warncke, 1976)

- P. ocracea Pauly, 1990
- P. opacula (Cockerell, 1920)
- P. oxybeloides (Smith, 1875)
- P. pallicornis (Walker, 1871)
- P. pandeana (Strand, 1914)
- P. patellata (Magretti, 1884)
- P. platula (Warncke, 1976)
- P. punctata (Cameron, 1905)
- P. punctiventris (Cockerell, 1935)
- P. riftensis Pauly, 1990
- P. rufescens (Morawitz, 1876)
- P. rugiventris (Friese, 1930)
- P. sangaensis (Pauly, 1990)
- P. schubotzi (Strand, 1911)
- P. semlikiana (Cockerell, 1935)
- P. siamensis (Cockerell, 1929)
- P. squamata (Morawitz, 1895)
- P. stenotarsus Baker, 2002
- P. sudanica (Warncke, 1980)
- P. tadzhica (Popov, 1956)
- P. tobiasi Astafurova, 2004
- P. trigonotarsis (He & Wu, 1990)
- P. tshibindica (Cockerell, 1935)
- P. uelleburgensis (Strand, 1912)
- P. umtalica (Cockerell, 1935)
- P. urfana (Warncke, 1980)
- P. usakoa (Cockerell, 1939)
- P. usambarae Pauly, 1990
- P. valga (Gerstäcker, 1872)